# Valerian Tulgara
Valerian Andreevici Tulgara (în rusă Валериан Андреевич Тулгара) (n. 27 noiembrie 1956, satul Sărătenii Vechi, raionul Telenești, RSS Moldovenească) este un om politic din Transnistria, deputat în Parlamentul regiunii separatiste.

## Biografie
Valerian Tulgara s-a născut la data de 27 noiembrie 1956, în satul Sărătenii Vechi din raionul Telenești (RSS Moldovenească), în familia unor țărani de etnie moldovenească . În anul 1976 a absolvit Școala medicală din Chișinău, după care a fost recrutat pentru efectuarea stagiului militar obligatoriu. A servit timp de trei ani ca asistent medical pentru prim-ajutor în Flota Sovietică din Marea Baltică.
Revenit în anul 1979 în RSS Moldovenească, el a urmat studii superioare la Institutul Republican de Medicină din Chișinău, pe care le-a absolvit în anul 1985. A lucrat apoi ca vicedirector al Direcției de Farmacie din Tiraspol (1985-1994), apoi ca director general al asociației republicane de producție de medicamente “Farmacia Transnistriei” (1994-2002). În anul 2003 a obținut titlul de licențiat îm drept la Universitatea de Stat din Tiraspol.
Începând din anul 2002 este deputat în Sovietul Suprem al auto-proclamatei Republici Moldovenești Nistrene. În această calitate, a făcut parte ca membru în Comisia pentru politici sociale, sănătate și protecția mediului și în Comisia pentru politică externă și relații internaționale.
În anul 2003 a devenit președinte al mișcării politice "Uniunea Moldovenilor din Transnistria", fiind reales pentru un nou mandat de cinci ani în 2008. De asemenea, Valerian Tulgara îndeplinește și funcțiile de președinte al Federației Republicane de Volei (din 2004) și președinte de onoare al Federației de Judo și Autoapărare din orașul Tiraspol (2004).
Pentru meritele sale, a primit titlurile de Lucrător de onoare al Serviciului de Sănătate Națională al Republicii Moldovenești Nistrene; Medalia "Pentru muncă susținută" și medaliile jubiliare "A 10-a aniversare a RMN" și "A 15-a aniversare a RMN".
Valerian Tulgara este căsătorit și are două fiice.

## Atitudine politică
Deși se declară a fi moldovean, Valerian Tulgara este un partizan al independenței Transnistriei. Într-un interviu acordat Agenției „Regnum”, el a susținut că Uniunea Europeană nu ar trebui să se implice în soluționarea problemei transnistrene dacă vrea să nu izbucnească o criză energetică provocată de Federația Rusă și, în plus, ar trebui să recunoască independența Transnistriei.
„În legătură cu o viitoare criză energetică, pentru Occident e cel mai important să păstreze niște relații bilaterale prietenești cu Rusia. Iată de ce trebuie să fie minimalizate oricare implicări în politica Moldovei și în procesul de reglementare transnistreană, ca să nu se creeze situații incomode părții ruse. (...) Dacă UE are atâta nevoie de Moldova, iar conducerea de la Chișinău colaborează activ cu funcționarii europeni, atunci fie ca UE să-i convingă pe Voronin și pe întreaga sa echipă de faptul că malul stâng poate într-adevăr să se dezvolte de sine stătător, având nevoie de independență .”—Valerian Tulgara
În aprilie 2008, Valerian Tulgara a prezidat cel de-al V-lea congres al „Uniunii moldovenilor” din așa-zisa Republică Moldovenească Nistreană, el menționând în raportul său că activitatea organizației a urmărit obiectivele „păstrării și dezvoltării limbii moldovenești în grafie chirilică, precum și a tradițiilor poporului moldovenesc”. El a deplâns faptul că nu există manuale în limba moldovenească scrisă cu alfabet chirilic .